# Јединична матрица
Јединична матрица је у линеарној алгебри назив за квадратну матрицу којој су елементи на главној дијагонали јединице, а остали нуле. Ова матрица се још назива идентичном, јер у производу са другим матрицама даје управо њих као резултат множења тј. не мења их. Ова матрица се означава великим латиничним словом E а индекс који може и не мора да стоји поред ознаке означава димензију исте. Ознака за матрицу идентичног пресликавања је Id или само I.
{\displaystyle E_{1}={\begin{bmatrix}1\end{bmatrix}},\ E_{2}={\begin{bmatrix}1&0\\0&1\end{bmatrix}},\ E_{3}={\begin{bmatrix}1&0&0\\0&1&0\\0&0&1\end{bmatrix}},\ \cdots ,\ E_{n}={\begin{bmatrix}1&0&\cdots &0\\0&1&\cdots &0\\\vdots &\vdots &\ddots &\vdots \\0&0&\cdots &1\end{bmatrix}}}
Што се такође може дефинисати и Кронекеровом делтом:
{\displaystyle E_{n}=(\delta _{ij})_{i,j\in \{1,\ldots ,n\}}},
где је:
{\displaystyle \delta _{ij}=\left\{{\begin{matrix}1&,i=j\\0&,i\neq j\end{matrix}}\right.\quad {\mbox{sa }}i,j\in \{1,\ldots ,n\}}
Алтернативни записи су:
{\displaystyle E_{ij}=\delta _{ij}\!}
{\displaystyle E=(\delta _{ij})\!}

## Особине

### Множење
Једна од битних особина јединичне матрице  неког простора  је да је она једина за коју важи:
{\displaystyle EA=AE=A,\;A\in K^{n\times n}}
Штавише, види се да је матрица над простором  комутативна тј. није битно да ли се њоме множи слева или здесна. Ово не важи за просторе , где се овом матрицом може множити само слева односно само здесна.
Из ове особине такође следи и:
{\displaystyle AA^{-1}=A^{-1}A=E\!}
Пример:
{\displaystyle {\begin{bmatrix}2&3&-2\\1&1&3\end{bmatrix}}\cdot {\begin{bmatrix}1&0&0\\0&1&0\\0&0&1\end{bmatrix}}={\begin{bmatrix}2&3&-2\\1&1&3\end{bmatrix}}}

### Детерминанта и инверз
Детерминанта ове матрице је увек 1, док је она сама себи инверзна.
{\displaystyle |E|=1\!}
{\displaystyle E=E^{-1}\!}
Друга особина се може доказати на следећи начин:
{\displaystyle EE^{-1}=E\!}, опште правило које важи за све матрице
{\displaystyle E^{-1}EE^{-1}=E^{-1}E\!}, множење слева са 
{\displaystyle \underbrace {E^{-1}E} _{E}E^{-1}=\underbrace {E^{-1}E} _{E}}, матрица помножена својим инверзом увек даје E
{\displaystyle \underbrace {EE^{-1}} _{E^{-1}}=E}, матрица помножена јединичном даје саму себе
{\displaystyle E^{-1}=E\!}, доказ завршен